# Мошонки
Мошонки — село в Мещовском районе Калужской области.

## Географическое положение
Село находится в 39 км восточнее районного центра Мещовск, на юго-западе от Калуги (74 км).
Рядом с Мошонками протекает река Серена.

## Название
Считается, что первоначально село называлось Александровское, по расположенной в нём церкви, освящённой в честь Александра Невского. В 2017 году часть жителей села обратилась к областной администрации с просьбой вернуть селу прежнее наименование. В 2023 году с инициативой переименования Мошонок, наряду с другими вызывающими неоднозначную реакцию российскими топонимами, выступили депутаты Государственной Думы РФ Владислав Даванков и Антон Ткачёв из партии «Новые люди», но и в этом случае решение не было принято.

## Население
| 2002 | 2010 |
| ---- | ---- |
| 183  | ↘168 |

## Достопримечательности
- Церковь Александра Невского в Мошонках[5]